# Ажур (протока)
Ажур — протока Чулыма в Томской области России, правый приток Яи. Устье находится в 5 км от устья Яи по правому берегу. Длина протоки составляет 10 км. Высота устья 96 м.

## Данные водного реестра
По данным государственного водного реестра России относится к Верхнеобскому бассейновому округу, водохозяйственный участок реки — Чулым от в/п с. Зырянское до устья, речной подбассейн реки — Чулым. Речной бассейн реки — (Верхняя) Обь до впадения Иртыша.
Код водного объекта — 13010400312015200021172.